# Alfa Romeo 183T
Alfa Romeo 183T je dirkalnik Formule 1 Alfe Romeo, ki je bil v uporabi v sezoni 1983, ko sta z njim dirkala Italijana Andrea de Cesaris in Mauro Baldi. Oba skupaj sta z njim nastopila na petnajstih dirkah in petkrat dosegla uvrstitev v točke. Najboljši uvrstitvi je dosegel de Cesaris z drugima mestoma na Velikih nagradah Nemčije in Južne Afrike. Dirkalnik je podedoval največjo pomanjkljivost od svojega predhodnika 182, saj je v celi sezoni dirkalnik zabeležil kar devetnajst odstopov.

## Popolni rezultati Formule 1
(legenda) (odebeljene dirke pomenijo najboljši štartni položaj, poševne pa najhitrejši krog)
| Leto | Moštvo                   | Motor          | Gume | Dirkači           | 1   | 2    | 3   | 4   | 5   | 6   | 7    | 8   | 9  | 10  | 11  | 12  | 13  | 14  | 15  | Toč | Prv |
| ---- | ------------------------ | -------------- | ---- | ----------------- | --- | ---- | --- | --- | --- | --- | ---- | --- | -- | --- | --- | --- | --- | --- | --- | --- | --- |
| 1983 | Marlboro Team Alfa Romeo | Alfa Romeo V8T | M    |                   | BRA | ZZDA | FRA | SMR | MON | BEL | VZDA | KAN | VB | NEM | AVT | NIZ | ITA | EU  | JAR | 18  | 6.  |
| 1983 | Marlboro Team Alfa Romeo | Alfa Romeo V8T | M    | Andrea De Cesaris | DSQ | Ret  | 12  | Ret | Ret | Ret | Ret  | Ret | 8  | 2   | Ret | Ret | Ret | 4   | 2   | 18  | 6.  |
| 1983 | Marlboro Team Alfa Romeo | Alfa Romeo V8T | M    | Mauro Baldi       | Ret | Ret  | Ret | Ret | 6   | Ret | 12   | 10  | 7  | Ret | Ret | 5   | Ret | Ret | Ret | 18  | 6.  |